# Публий Корнелий Малугинский (военный трибун 397 года до н. э.)
Публий Корнелий Малугинский (лат. Publius Cornelius Maluginensis; V—IV века до н. э.) — римский политический деятель из патрицианского рода Корнелиев, военный трибун с консульской властью 397 и 390 годов до н. э.
Во время обоих трибунатов Публий Корнелий входил в состав коллегии из шести трибунов-патрициев. В 397 году он и Авл Постумий принесли искупительные жертвы в связи со знамением, полученным на Альбанском озере. В последний раз Публий Корнелий упоминается в связи с его избранием трибуном на 390 год до н. э. — год нашествия галлов.
Капитолийские фасты называют Публия Корнелий сыном Публия и внуком Марка. Соответственно его отцом мог быть Публий Корнелий Малугинский, военный трибун 404 года до н. э., а младшими братьями — Марк Корнелий Малугинский, цензор-суффект 392 года до н. э., и Сервий Корнелий Малугинский, военный трибун 386 года до н. э.
Существует мнение, что Публий Корнелий Малугинский — одно лицо с Публием Корнелием Малугинским Коссом, консулом 393 года до н. э.